# Llanos Castellanos
María de los Llanos Castellanos Garijo (Albacete, 5 de junio de 1969) es una letrada, profesora universitaria y política española del Partido Socialista Obrero Español (PSOE). Actualmente, es subsecretaria del Ministerio de Vivienda desde 2023. Formó parte de la Ejecutiva Federal del PSOE como secretaria de Justicia, Relaciones Institucionales y Función Pública desde octubre de 2021 y hasta enero de 2024.
En el ámbito institucional, destaca su paso por Patrimonio Nacional, organismo que presidió entre febrero de 2020 y julio de 2021, siendo la primera mujer en la historia en liderarlo, así como por el Gabinete de la Presidencia del Gobierno, donde ejerció como directora adjunta entre julio y octubre de 2021. Anteriormente, fue consejera de Administraciones Públicas de la Junta de Comunidades de Castilla-La Mancha entre 2003 y 2007, directora general de Cooperación Local del Ministerio de Política Territorial y Administración Pública entre 2009 y 2011, delegada instructora del Tribunal de Cuentas entre 2013 y 2018 y secretaria general de Coordinación Territorial del Ministerio de Política Territorial y Función Pública entre 2018 y 2019. 
También ha sido diputada en la Asamblea de Madrid y presidenta de su Comisión de Economía y Empleo.

## Biografía
Nació el 5 de junio de 1969 en Albacete. Estudió Derecho en la Universidad de Castilla-La Mancha y se doctoró en la misma materia en la Universidad de Alcalá con apto cum laude por unanimidad del tribunal.
Fue consejera de Administraciones Públicas de la Junta de Comunidades de Castilla-La Mancha entre 2003 y 2007, directora general de Cooperación Local del Ministerio de Política Territorial y Administración Pública entre 2009 y 2011, delegada instructora del Tribunal de Cuentas entre 2013 y 2018, secretaria general de Coordinación Territorial entre 2018 y 2019 y diputada en la Asamblea de Madrid desde junio de 2019 hasta febrero de 2020, en la que fue presidenta de la Comisión de Economía y Empleo. Ejerció como profesora en las universidades de Alcalá y Carlos III de Madrid.
El 25 de febrero de 2020 fue nombrada presidenta de Patrimonio Nacional por el presidente del Gobierno, Pedro Sánchez, convirtiéndose en la primera mujer en la historia en presidir la institución.
El 21 de julio de 2021 el presidente del Gobierno la nombró mediante real recreto directora adjunta del Gabinete de la Presidencia del Gobierno, el máximo órgano de asistencia política y técnica de Pedro Sánchez siendo sustituida en Patrimonio Nacional por Ana de la Cueva.
En octubre de ese año, dimitió del cargo de directora adjunta para centrarse en las responsabilidades internas del Partido Socialista Obrero Español, cuya Ejecutiva Federal le había nombrado secretaria de Justicia, Relaciones Institucionales y Función Pública ese mismo mes.
En noviembre de 2023, fue nombrada subsecretaria del Ministerio de Vivienda y Agenda Urbana.